# Xenidae
Xenidae (лат.) — семейство веерокрылых насекомых (ранее подсемейство в Stylopidae). Включает более 100 видов. Встречаются повсеместно. Паразиты различных родов ос.

## Описание
Мелкие веерокрылые насекомые. Самцы и самки этого род ведут своеобразный образ жизни и демонстрируют ярко выраженный половой диморфизм: самки червеобразные и безногие, а самцы крылатые. Оба развиваются внутри брюшка осы-хозяина, где самцы окукливаются и выходят наружу, а самки постоянно живут внутри. Размеры цефалоторокса (головогруди) самки довольно изменчивы в пределах вида и в зависимости от типа хозяина. Виды с наименьшим головогрудью принадлежат к родам Brasixenos (наименьший экземпляр: 0,76 мм в длину, 0,72 мм в ширину) и Macroxenos (0,84 мм в длину, 0,64 мм в ширину). Виды с максимальной длиной Deltoxenos (длина 2,83 мм, ширина 2,43 мм) и Xenos moutoni (длина 2,7 мм, ширина 2,43 мм), а самая широкая головогрудь отмечена у Paraxenos hungaricus (длина 1,87 мм, ширина 2,57 мм).
Xenidae возникли относительно поздно, примерно 50-60 миллионов лет назад. Это паразиты ос из четырёх семейств, а именно: Crabronidae, Bembicidae, Sphecidae и Vespidae. Xenidae в основном отличаются от близкородственных Stylopidae исключительным использованием ос в качестве хозяев (в отличие от пчёл-хозяев у Stylopidae) и уникальными характеристиками личинок первого возраста. Последние являются приспособлениями к гладкой поверхности тела хозяев и имеют способность к прикреплению. Это включает увеличенные и округлые адгезивные тарзальные подушечки и нитевидные кутикулярные выросты лабиума, которые сильно увеличивают смачиваемость.

## Классификация
Включает более 100 видов. Семейство Xenidae ранее рассматривалось в ранге подсемейства Xeninae в составе Stylopidae. Эта группа появилась в литературе как подсемейство «Xenides» внутри семейства Stylopidae у Сондерса (1872), предпринявшего первую попытку разделить веерокрылых на таксономические группы и отделить «Xenides» от «Pseudoxenides». Пирс (1908) был первым, кто использовал название Xenidae в качестве обозначения семейства Strepsiptera. Таксономический ранг был изменен Кинцельбахом (1971), который рассматривал Xeninae, Paraxeninae и Stylopinae как подсемейства Stylopidae в более широком смысле. В 2002 году семейство Xenidae было восстановлено Полом (Pohl, 2002) на основе кладистического анализа морфологических признаков личинок первого возраста. Он поместил Xenidae в сестринскую группу Stylopidae + Myrmecolacidae, сделав Stylopidae в их прежней концепции парафилетическими. Поль и Бейтель (2005), анализируя морфологические признаки самцов, самок и первых возрастов личинок, установили Xenidae и Stylopidae как сестринские таксоны, что позже было подтверждено молекулярной филогенией Макмахона с соавторами (2011).
- Xeninae Saunders, 1872 (Kinzelbach, 1978) (до 2022 в Stylopidae)
  - Brasixenos Kogan & Oliveira, 1966
  - Deltoxenos Benda et al., 2022
  - Eupathocera Pierce, 1908
  - Macroxenos Schultze, 1925
  - Nipponoxenos Kifune & Maeta, 1975 (1 вид, Nipponoxenos vespularum)
  - Leionotoxenos Pierce, 1909
  - Paragioxenos Ogloblin, 1923 (1 вид, Paragioxenos brachypterus)
  - Paraxenos Saunders, 1872
  - Pseudoxenos Saunders, 1872
  - Sphecixenos Benda et al., 2022
  - Tachytixenos Pierce, 1911 (1 вид, Tachytixenos indicus)
  - Tuberoxenos Benda et al., 2022
  - Xenos Rossi, 1793[7][8] (Xenos vesparum)